# Льюис, Томас Кристофер
Томас Кристофер Льюис (англ. Thomas Christopher Lewis; 1833—1915) — британский органный мастер, один из крупнейших специалистов своей отрасли во второй половине XIX века.

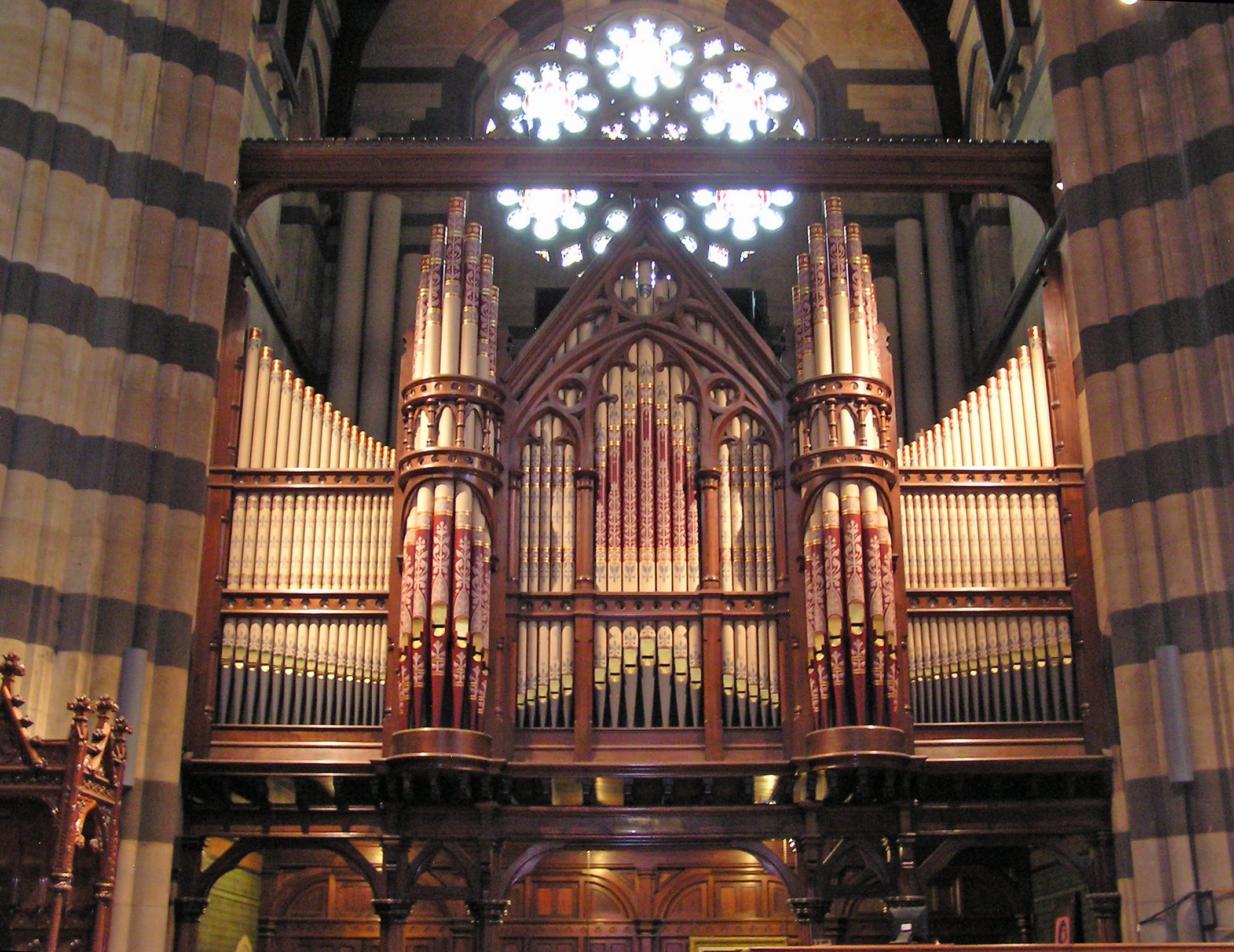
Орган Собора Святого Павла в Мельбурне

Сын архидьякона Томаса Льюиса, секретаря епископа Лондонского Чарлза Бломфилда, — Томас Льюис-младший начал работать как архитектор и дизайнер под руководством племянника епископа, архитектора Артура Бломфилда. Свой первый орган Льюис, по-видимому, построил в 1864 г., ориентируясь на технологию немецкого мастера Эдмунда Шульце, работавшего в Великобритании.
На протяжении своей карьеры Льюис создал около 600 инструментов, в том числе пять органов для Австралии (среди них орган кафедрального Собора Святого Павла в Мельбурне, считающийся лучшей из его сохранившихся работ) и орган кафедрального Собора Святого Павла в Веллингтоне.